# Калныньш, Мартс Кристианс
Мартс Кри́стианс Ка́лныньш (латыш. Marts Kristiāns Kalniņš, род. 16 марта 1980, Рига) — лидер и вокалист латвийской рок-группы «Autobuss Debesīs», актёр.

## Биография
Мартс Кристианс Калныньш родился 16 марта 1980 года в Риге в семье известного композитора Иманта Калныньша и Велги Калныни.
В 1998 году создал свой музыкальный коллектив — группу Autobuss Debesīs.
Учился в Латвийской музыкальной академии им. Язепа Витола по специальности гобой.
Вместе со своей группой является неизменным участником ежегодного опен-эйр фестиваля «Imantdienas».
Владеет латышским, русским и английским языками.

## Личная жизнь
Супруга — Йоланта Калныня. Двое детей: Матисс и Лива.
Сестра Резия Калныня — актриса.
Брат Кристс Калныньш — лютеранский пастор.

### Творчество
Мартс Кристианс Калныньш — актёр, играл главные роли в рок-операх композитора Иманта Калныньша: «Kaupen, mans mīļais» (Каупен, мой дорогой), «Ei, jūs tur» (Эй, вы там) и в «Лачплесисе» (латыш. Lāčplēsis) Зигмара Лиепиньша.
В 2001 году совместно с латвийской исполнительницей Илзе Пурмалиете записал альбом
«Suņa dzīve» (Жизнь собаки).
В 2006 году с трио «Melo-M» выступал на национальном конкурсе Евровидения с композицией «Say it is».
В 2009 году вместе со группой Autobuss Debesīs и актрисой российского театра Вероникой Плотниковой выступал в популярном телешоу латвийского телевидения «Dziedi ar zvaigzni» (Спой со звездой), где по оценкам жюри, занял первое место.
В 2012 году был членом жюри на национальном отборе Евровидения.
В 2013 году выступал как дирижёр Рижского «Карминно-красного хора».
В 2014 году принял участие в постановке мюзикла «Волшебник из страны Оз».